# Pokal Nogometne zveze Slovenije 1993-1994
La Pokal Nogometne zveze Slovenije 1993./94. (in lingua italiana: Coppa della federazione calcistica slovena 1993-94) fu la terza edizione della coppa nazionale di calcio della Repubblica di Slovenia.
Vi parteciparono tutte le squadre slovene. Nei primi turni si sfidarono le squadre minori, quelle nelle associazioni inter-comunali (MNZ, "Medobčinske nogometne zveze"), fino ad arrivare alla fase finale, con l'entrata dei club della 1. SNL 1992-1993, dai sedicesimi di finale in poi.
A vincere fu il Maribor, al suo secondo titolo nella competizione.

Questo successo diede ai viola l'accesso alla Coppa delle Coppe 1994-1995.

## Partecipanti
Le 18 squadre della 1. SNL 1992-1993 sono ammesse di diritto. Gli altri 14 posti sono stati assegnati attraverso le coppe inter-comunali.
| Ammesse di diritto | Coppe inter-comunali | Coppe inter-comunali | Coppe inter-comunali |
| Ammesse di diritto | Associazione         | Squadre              | Squadre              |
| --- | -------------------- | -------------------- | -------------------- |
| - Beltinci - Celje - Gorica - Izola - Koper - Krka - NK Lubiana - Maribor - Mura - Nafta Lendava - Naklo - Olimpia Lubiana - Rudar Velenje - Slovan - Steklar - Svoboda - Zagorje - Železničar Maribor | MNZ Lubiana          | Rudar Trbovlje       | Šmartno Lubiana      |
| - Beltinci - Celje - Gorica - Izola - Koper - Krka - NK Lubiana - Maribor - Mura - Nafta Lendava - Naklo - Olimpia Lubiana - Rudar Velenje - Slovan - Steklar - Svoboda - Zagorje - Železničar Maribor | MNZ Maribor          | Dravograd            | Rače                 |
| - Beltinci - Celje - Gorica - Izola - Koper - Krka - NK Lubiana - Maribor - Mura - Nafta Lendava - Naklo - Olimpia Lubiana - Rudar Velenje - Slovan - Steklar - Svoboda - Zagorje - Železničar Maribor | MNZ Celje            | Šmartno ob Paki      |                      |
| - Beltinci - Celje - Gorica - Izola - Koper - Krka - NK Lubiana - Maribor - Mura - Nafta Lendava - Naklo - Olimpia Lubiana - Rudar Velenje - Slovan - Steklar - Svoboda - Zagorje - Železničar Maribor | MNZ Capodistria      | Jadran Dekani        |                      |
| - Beltinci - Celje - Gorica - Izola - Koper - Krka - NK Lubiana - Maribor - Mura - Nafta Lendava - Naklo - Olimpia Lubiana - Rudar Velenje - Slovan - Steklar - Svoboda - Zagorje - Železničar Maribor | MNZ Nova Gorica      | Primorje             |                      |
| - Beltinci - Celje - Gorica - Izola - Koper - Krka - NK Lubiana - Maribor - Mura - Nafta Lendava - Naklo - Olimpia Lubiana - Rudar Velenje - Slovan - Steklar - Svoboda - Zagorje - Železničar Maribor | MNZ Murska Sobota    | Veržej               | Goričanka Rogašovci  |
| - Beltinci - Celje - Gorica - Izola - Koper - Krka - NK Lubiana - Maribor - Mura - Nafta Lendava - Naklo - Olimpia Lubiana - Rudar Velenje - Slovan - Steklar - Svoboda - Zagorje - Železničar Maribor | MNZ Lendava          | Turnišče             |                      |
| - Beltinci - Celje - Gorica - Izola - Koper - Krka - NK Lubiana - Maribor - Mura - Nafta Lendava - Naklo - Olimpia Lubiana - Rudar Velenje - Slovan - Steklar - Svoboda - Zagorje - Železničar Maribor | MNZ Goreniska-Kranj  | Jesenice             | Lesce                |
| - Beltinci - Celje - Gorica - Izola - Koper - Krka - NK Lubiana - Maribor - Mura - Nafta Lendava - Naklo - Olimpia Lubiana - Rudar Velenje - Slovan - Steklar - Svoboda - Zagorje - Železničar Maribor | MNZ Ptuj             | Drava Ptuj           | Aluminij             |

## Sedicesimi di finale
| Squadra 1           | Risultato       | Squadra 2       |
| ------------------- | --------------- | --------------- |
| Drava Ptuj          | 1 – 8           | Izola           |
| Maribor             | 2 – 0           | NK Lubiana      |
| Železničar Maribor  | 1 – 2           | Steklar         |
| Rače                | 2 – 2 (3-4 dtr) | Jadran Dekani   |
| Aluminij            | 2 – 2 (2-3 dtr) | Rudar Trbovlje  |
| Dravograd           | 1 – 4           | Rudar Velenje   |
| Goričanka Rogašovci | 1 – 2           | Slovan Lubiana  |
| Turnišče            | 0 – 1           | Šmartno Lubiana |
| Celje               | 2 – 0           | Primorje        |
| Beltinci            | 3 – 0           | Svoboda         |
| Lesce               | 0 – 2           | Mura            |
| Zagorje             | 2 – 2 (3-2 dtr) | Nafta           |
| Jesenice            | 0 – 3           | Veržej          |
| Krka                | 2 – 1           | Šmartno ob Paki |
| Gorica              | 2 – 4           | Olimpia Lubiana |
| Naklo               | 3 – 2           | Koper           |

## Ottavi di finale
| Squadra 1       | Risultato       | Squadra 2       |
| --------------- | --------------- | --------------- |
| Veržej          | 0 – 2           | Olimpia Lubiana |
| Mura            | 2 – 0           | Celje           |
| Šmartno Lubiana | 0 – 4           | Krka            |
| Rudar Velenje   | 1 – 3           | Maribor         |
| Rudar Trbovlje  | 2 – 0           | Jadran Dekani   |
| Izola           | 1 – 1 (2-4 dtr) | Beltinci        |
| Steklar         | 2 – 1           | Zagorje         |
| Slovan Lubiana  | 1 – 4           | Naklo           |

## Quarti di finale
| Squadra 1       | Totale          | Squadra 2 | Andata | Ritorno |
| --------------- | --------------- | --------- | ------ | ------- |
| Olimpia Lubiana | 1 – 0           | Naklo     | 1 – 0  | 0 – 0   |
| Steklar         | 1 – 1 (3-5 dtr) | Krka      | 1 – 0  | 0 – 1   |
| Rudar Trbovlje  | 1 – 3           | Mura      | 0 – 1  | 1 – 2   |
| Beltinci        | 3 – 8           | Maribor   | 2 – 4  | 1 – 4   |

## Semifinali
| Squadra 1       | Totale | Squadra 2 | Andata | Ritorno |
| --------------- | ------ | --------- | ------ | ------- |
| Maribor         | 6 – 0  | Krka      | 1 – 0  | 5 – 0   |
| Olimpia Lubiana | 1 – 3  | Mura      | 1 – 2  | 0 – 1   |

## Finale
| Squadra 1 | Totale | Squadra 2 | Andata | Ritorno |
| --------- | ------ | --------- | ------ | ------- |
| Mura      | 2 – 3  | Maribor   | 1 – 0  | 1 – 3   |

### Andata
| Arbitro: | Štefan Tivold |

|           |           |  |
| Kokol 20’ | Marcatori |  |

### Ritorno
| Arbitro: | Milan Mitrovič |

|                                    |           |           |
| Binkovski 27’ Stanić 53’ Bozgo 67’ | Marcatori | 80’ Belec |